# هارون (مقام)
1. عنصر قائمة مرقمة

## مقام هارون

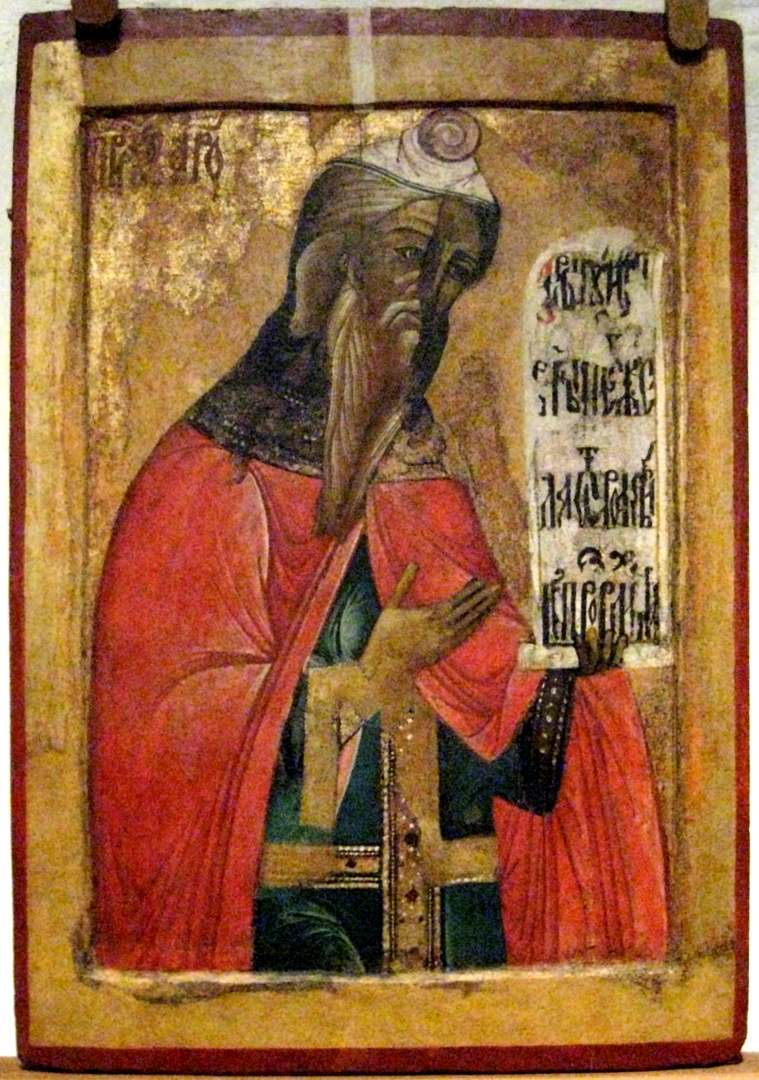
أيقونة روسية لهارون تعود إلى القرن السابع عشر

شيد مقام هارون (ع) من الحجر الصخري في بلدة الخرطوم-النبطية. على أنقاض موقع أثري فيه قبور محفورة في الصخر عمرها أكثر من 2000 عام، تعلوها قبّة وداخله نواويس أثرية ومحراب. وهارون هو أخ النبيّ موسى (ع) عرف بوصيه لأنه كان الناطق بإسمه ورفيق دربه في دعوته فرعون إلى الإيمان بالله. وٓرٓد ذِكر هارون في العهد القديم والقرآن ( سورتي الأعراف وآل عمران).

## الفرق بين المقام والضريح
المقام هو المسكن الذي يقيم فيه شخص ما أو قد اقام فيه، أما الضريح هو البنيان الذي يقام على قبر شخص ما، كما في قوله تعالى في سورة الكهف ..﴿وَكَذَلِكَ أَعْثَرْنَا عَلَيْهِمْ لِيَعْلَمُوا أَنَّ وَعْدَ اللَّهِ حَقٌّ وَأَنَّ السَّاعَةَ لَا رَيْبَ فِيهَا إِذْ يَتَنَازَعُونَ بَيْنَهُمْ أَمْرَهُمْ فَقَالُوا ابْنُوا عَلَيْهِمْ بُنْيَانًا رَبُّهُمْ أَعْلَمُ بِهِمْ قَالَ الَّذِينَ غَلَبُوا عَلَى أَمْرِهِمْ لَنَتَّخِذَنَّ عَلَيْهِمْ مَسْجِدًا ۝٢١﴾
أي علي أصحاب الكهف؛ أي أقيموا عليهم ضريحاً وهي ليست من البدع، أما المرقد فهو المكان الذي دفن فيه الشخص أي رقد فيه، كما يستخدم أيضاً مصطلح مزار.